# Amursana
Amursana (1733-1757) was de laatste heerser van het kanaat Dzjoengarije. Het gebied van het kanaat ging na zijn dood definitief deel uitmaken van het Chinese rijk.

## Achtergrond
Galdan Tseren (overleden 1745) was de laatste krachtige heerser van Dzjoengarije geweest. Het kanaat was toen in zowel politiek, militair als economisch opzicht nog een machtsfactor van betekenis in Centraal-Azië. In de periode na de dood van Galdan Tseren brak een ongekende strijd uit om de macht binnen het kanaat die resulteerde in een volstrekte politieke anarchie.
Galdan Tseren werd opgevolgd door zijn middelste zoon Tsewang Dorji Namjal (1732-1750). Hij werd in 1749 door een staatsgreep afgezet en in 1750 vermoord door zijn oudste broer Lama Darja (1728-1753). Lama Darja voerde na zijn overwinning een vorm van een terreurbewind in het kanaat. Er ontstond een oppositiebeweging, geleid door Dawaci (overleden 1759) en Amursana. Ze slaagden erin om met een legergroep van Kazachen van Sultan Ablai in 1753 Tsewang Dorji Namjal te verslaan.
Hierna brak er een conflict tussen Dawaci en Amursana uit over de verdeling van de macht in het kanaat. Amursana bood zijn onderwerping aan de Chinese keizer Qianlong (1711-1799) aan als die hem zou steunen in zijn ambitie de enige leider van Dzjoengarije te worden. Die kans werd door Qianlong gegrepen, hoewel Qianlong weigerde zich op dat moment te binden aan de garantie voor leiderschap van Amursana in Dzjoengarije.
Qianlong zag in de ontwikkeling zijn kans om datgene uit te voeren, waar zijn vader Yongzheng (1678-1735) en grootvader Kangxi (1661-1722) in de jaren rond 1725 en na 1690 niet in waren geslaagd, namelijk het verkrijgen van de volstrekte controle over het gebied van het kanaat. Voor Qianlong was het doel om definitief zodanig veilige grenzen van het Chinese rijk te waarborgen, dat nooit meer een Mongoolse federatie die zou kunnen bedreigen. Een daarop volgende veldtocht van het Chinese leger was in militair opzicht een groot succes. Dawaci werd gedwongen afstand van het leiderschap te doen en het kanaat werd door Chinese troepen en Mongoolse bondgenoten bezet.

## Situatie na de veldtocht
De snelle militaire overwinning was voor Qianlong en zijn adviseurs een grote verrassing. Het kanaat Dzjoengarije had ook feitelijk opgehouden te bestaan. Qianlong voerde een nieuw bestuurlijke indeling in het kanaat door. Hij verdeelde het kanaat in vier kleinere kanaten. Amursana verkreeg het leiderschap over slechts een van deze kanaten. In september 1755 begon Qianlong het grootste deel van de Chinese troepen uit Dzjoengarije terug te trekken. Die werden voortdurend geconfronteerd met grote logistieke problemen. Voedsel en andere voorraden moesten over zeer grote afstanden worden aangevoerd en Qianlong wenste de kosten daarvan zo spoedig mogelijk te beperken. Er bleven slechts enkele onderbemande garnizoenen achter om de aanwezigheid van de Qing-dynastie te waarborgen.

## Alliantie tussen Amursana en een deel van de adel van de Khalka-Mongolen

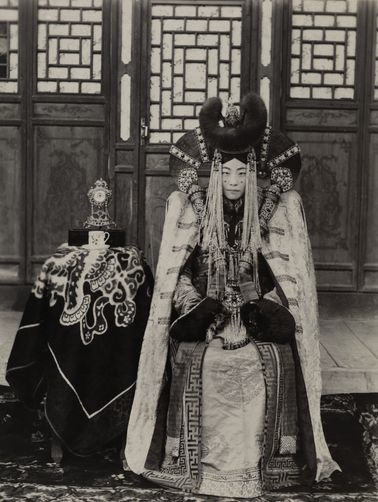
Adel van de Khalkha-Mongolen

Amursana was het leiderschap van het gehele kanaat ontgaan en zon op wraak. De Khalkha-Mongolen hadden een aanzienlijk deel moeten bijdragen in de militaire campagnes van de Mantsjoes tegen de Dzjoengaren. De Khalkha's werden bijvoorbeeld verplicht honderdduizenden paarden en kamelen te leveren voor deze oorlogen. Dat had een catastrofaal effect op hun economie. Er was duidelijk sprake van toenemende armoede onder de Khalkha's.
In september 1755 was Amursana in het gebied van de Khalkha's en beraamde met ontevreden prinsen van de Khalkha-adel een gezamenlijke opstand tegen Qianlong. De Chinese regering hoorde echter van deze plannen en wist de Khalkha-prinsen te arresteren. De tactiek ten opzichte van Amursana was wat subtieler. Qianlong nodigde hem uit naar Peking te komen voor overleg over de toekomstige situatie in Dzjoengarije. Amursana wendde eerst voor die reis te maken,maar ging feitelijk met een groep van enkele honderden getrouwen naar Dzjoengarije. Hij pleegde een paar succesvolle overvallen op enkele militaire posten van de Chinezen en riep vervolgens alle Dzjoengaren op tot verdrijving van de macht van de Qing-dynastie. In februari 1756 werd hij door zijn troepen uitgeroepen tot de nieuwe Khan van het gehele kanaat.
Amursana sloot ook een nieuwe alliantie met zijn schoonvader, Sultan Ablai van de Kazachen. Dit had echter een contraproductief effect. Dzjoengaren en Kazachen waren al eeuwenlang gezworen vijanden van elkaar. In de chaos, die nu in het kanaat heerste zagen vele groepen Kazachen, die zich niet gebonden achtten door de afspraken tussen Ablai en Amursana de kans om oude rekeningen te vereffenen. Groepen Kazachen voerden plundertochten uit het kanaat. Dit leidde weer tot oppositie tegen Amursana bij andere groepen Dzjoengaren en maakte zijn leiderschap zeer omstreden. In het kanaat was sprake van volstrekte anarchie, waarbij Dzjoengaren ook weer onderling vochtten.
Qinalong rustte inmiddels een tweede leger uit om het kanaat te heroveren. Als waarschuwing liet hij de in september 1755 gevangengenomen Khalkha-prinsen in Peking executeren. Daarbij werd de tweede jebtsundamba koetoektoe (1724-1757) gedwongen toeschouwer te zijn bij de executie van zijn jongere broer. 
Dat leidde opnieuw tot onrust in Mongolië. Een deel van de Khalka-adel opende besprekingen met de Russen, waarbij zij aangaven liever deel uit te maken van het Russische dan van het Chinese rijk. Enkele gouverneurs in Siberië stelden voor die optie serieus te nemen. De regering in Sint-Petersburg besloot echter uiteindelijk tot handhaving van de traditionele politiek van strikte neutraliteit in conflicten tussen de Qing-dynastie en Mongolen.
In augustus 1756 schreef de leider van de opstandige Khalkha-prinsen, Chingunjav, een brief aan de keizer waarin hij formeel de nieuwe onafhankelijkheid van de Khalkha-Mongolen proclameerde. Qianlong besloot nu ook eerst af te rekenen met Chingunjav. Deze faalde geheel zijn acties te coördineren met die van Amursana. Het grootste deel van de aristocratie van de Khalkha's weigerde ook zijn steun te geven aan de opstand. In januari 1757 vernietigde een Chinees leger de weinige troepen van Chingunjav waarmee zijn opstand voorbij was. Als een soort concessie beloofde de keizer dat voortaan geen Khalkha-troepen meer ingezet zouden worden in militaire campagnes.

## Het einde van Amursana

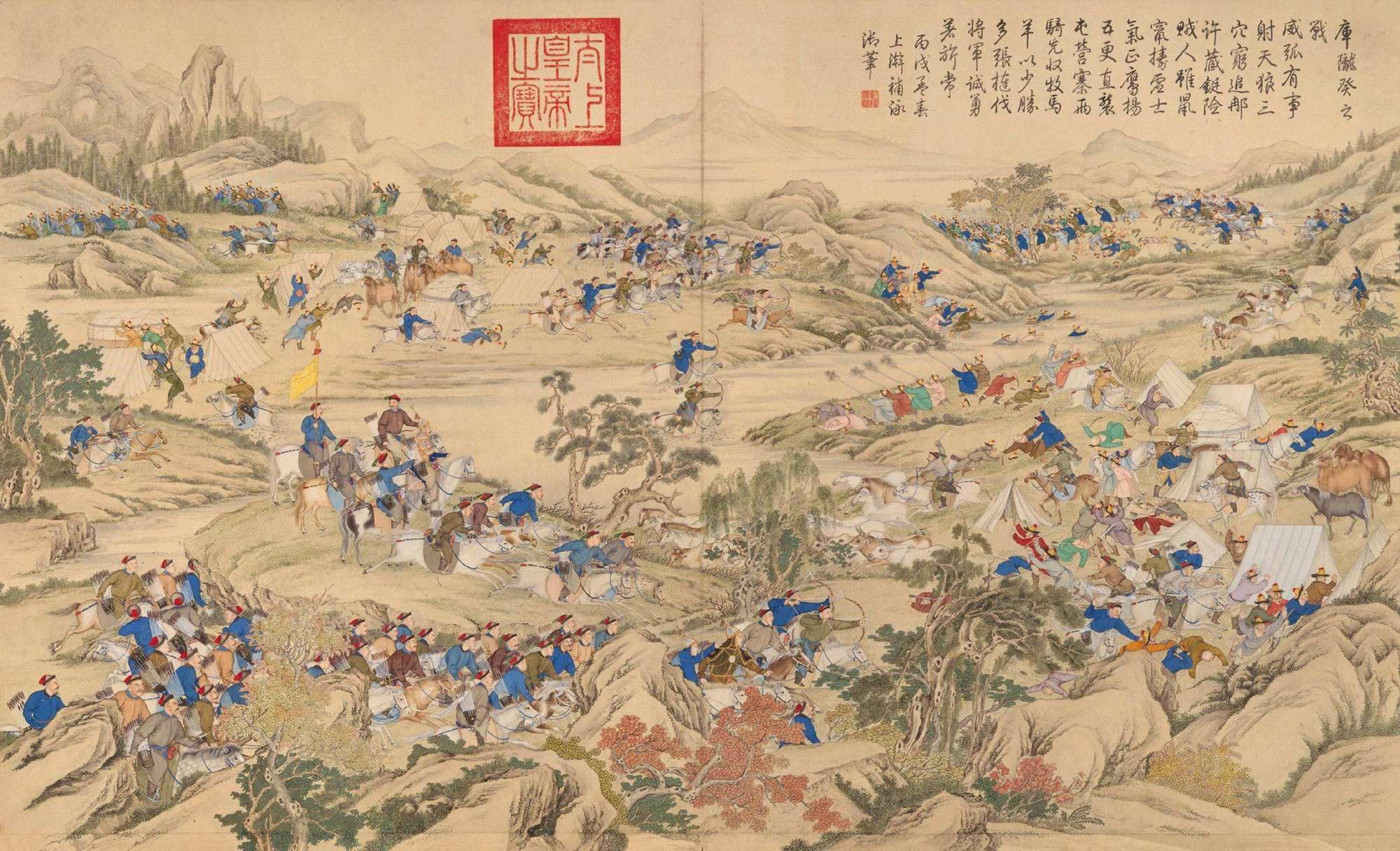
De definitieve nederlaag van Amursana in de slag bij de berg Khuringui

De eerste fase van de verdere strijd tegen Amursana verliep voor het Chinese leger wat minder succesvol. Amursana wist steeds een beslissende slag te ontwijken en te ontsnappen. De grote ontevredenheid van Qianlong hierover ten opzichte van zijn generaals leidde onder meer tot de zelfmoord van zijn belangrijkste generaal Bandi. Naarmate de tijd vorderde werd zijn positie echter steeds meer onhoudbaar. Bij gebrek aan blijvend succes werd hij door zijn bondgenoten verlaten. In juli 1757 vroeg hij toegang tot een fort op Russisch grondgebied. Toen ontdekt werd dat hij aan pokken leed, werd hij overgebracht naar Tobolsk en daar in quarantaine gehouden. Hij overleed op 21 september 1757.
De Russen hielden deze feiten voor de Chinezen verborgen. Er werd hen verteld, dat Amursana verdronken zou zijn tijdens een oversteek van de rivier de Irtysj. De Chinezen dregden gedurende een maand in de rivier. In het najaar waren de Chinezen ervan overtuigd, dat de Russen gelogen hadden. Die hadden Amursana inmiddels begraven. Pas in 1758 vertelde een Russische functionaris de juiste toedracht aan Chinese vertegenwoordigers en bood hen de mogelijkheid het stoffelijk overschot te zien. 
De Russen weigerden echter dit over te dragen aan de Chinezen. In de jaren daarna was deze weigering aanleiding tot een serie diplomatieke incidenten, zoals huisarrest voor monniken van de Russisch-orthodoxe Kerk in Peking en beperking van het Russische handelsvolume naar China.

## Geschiedschrijving

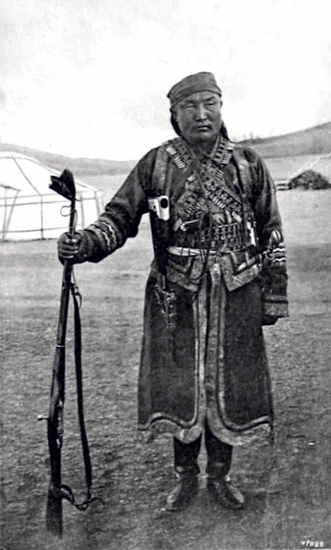
Ja Lama, ook wel Dambiijantsan

In de Chinese geschiedschrijving wordt gesteld dat de Russen een zowel levende als dode Amursana wilden gebruiken om hun rol in Centraal-Azië duidelijk te profileren. In de Russische geschiedschrijving is Amursana vaak het symbool van verzet tegen een agressief imperialisme van de Qing-dynastie.
In retrospectief concluderen vrijwel alle historici dat de finale klap aan het rijk van de Dzjoengaren werd uitgedeeld door de legers van Qianlong. De aanleiding en de gelegenheid lag echter in het feit, dat na de dood van Galdan Tseren in 1745 en vooral na 1750 de Dzjoengaren vervielen in chaotische onderlinge strijd en volstrekte politieke anarchie.
In de  Mongoolse historische traditie van na de onafhankelijkheid in 1911 wordt Amursana vereerd. Er staan in een aantal Mongoolse steden standbeelden van hem. In de 19e eeuw waren er een aantal personen, die claimden een reïncarnatie van Amursana te zijn. De bekendste daarvan is Ja Lama, ook wel Dambiijantsan (1862-1922), die in dat streven naar Mongoolse onafhankelijkheid een belangrijke rol speelde.